# キウス周堤墓群
キウス周堤墓群（キウスしゅうていぼぐん）は、北海道千歳市にある縄文後期の集団墓8基で構成される史跡。石狩低地帯を臨む緩斜面に位置する。1979年10月23日に国指定の史跡となった。2021年（令和3年）、「北海道・北東北の縄文遺跡群」として世界文化遺産に登録された。

## 概要
史跡内には、縄文時代後期（およそ3200年前）に作られたとされる、複数の墓が点在する。墓はそれぞれ「 - 号」と割り振られており、全8基の墓が存在する。縄文時代に作られた墓としては、日本最大。
名称は墓の周りを堤が囲っていることから名付けられたもの。現在地表面で見られる各々の墓は、円状に土を掘ったのち、掘った土をその周囲に盛って作られた。史跡で見つかっているものには盛土遺構や建築物の跡も見られる。出土したものには土器や木製品などがあり、江別市に位置する北海道立埋蔵文化財センターで保存、見学することが可能である。

## 学説史
- 1901年（明治34年）に河野広道により発見され、「チャシ」[6]として報告された。
- 1919年（大正8年）鳥居龍蔵はツングース族の植民地の砦跡と考えた。
- 1937年（昭和12年）原田二郎は、土層断面などの観察からチャシ説に疑問を唱えた。
- 1948・49年（昭和23・24年）河野広道は斜里町朱円遺跡で土堤を確認し環状土籬（籬は垣根の意）と呼称する。
- 1964年（昭和39年）大場利夫・石川徹は千歳市のキウス1・2号を発掘。
- 1977年（昭和52年）木村英明は恵庭市柏木B遺跡や千歳新空港建設予定地内の発掘で共同墓地としての性格を明らかにした。それ以来、周堤墓や竪穴墓の呼称が用いられている[7]。

## データ
- 史跡面積 - 約5万m2[1]
- 史跡指定日 - 1979年10月23日
- 最大墓 - 直径75m、高さ5m、深さ（墓穴）2m
- 所在地 - 北海道千歳市中央410-2他
- 管理 - 千歳市役所教育委員会埋蔵文化財センター

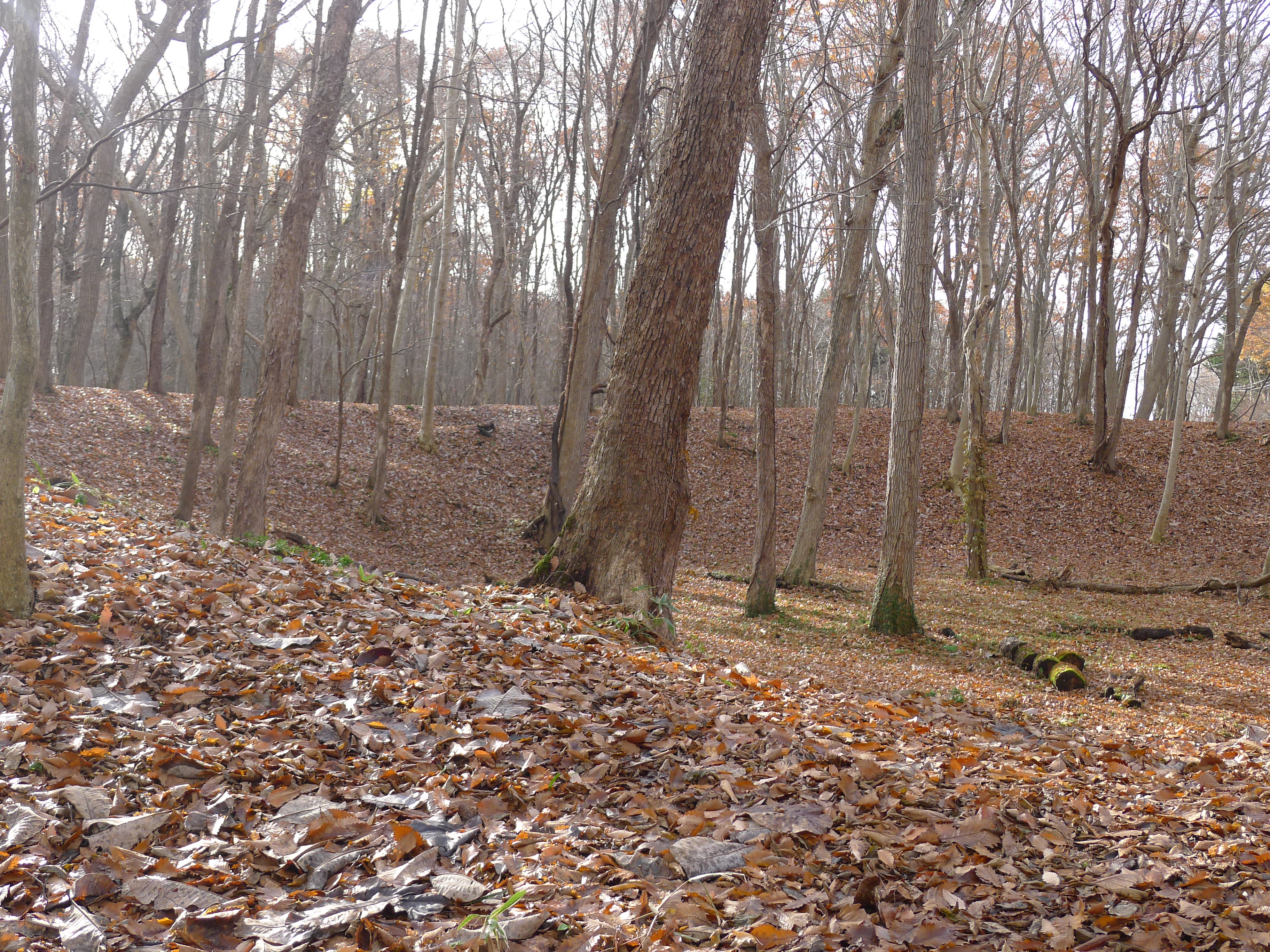
1号墓坑
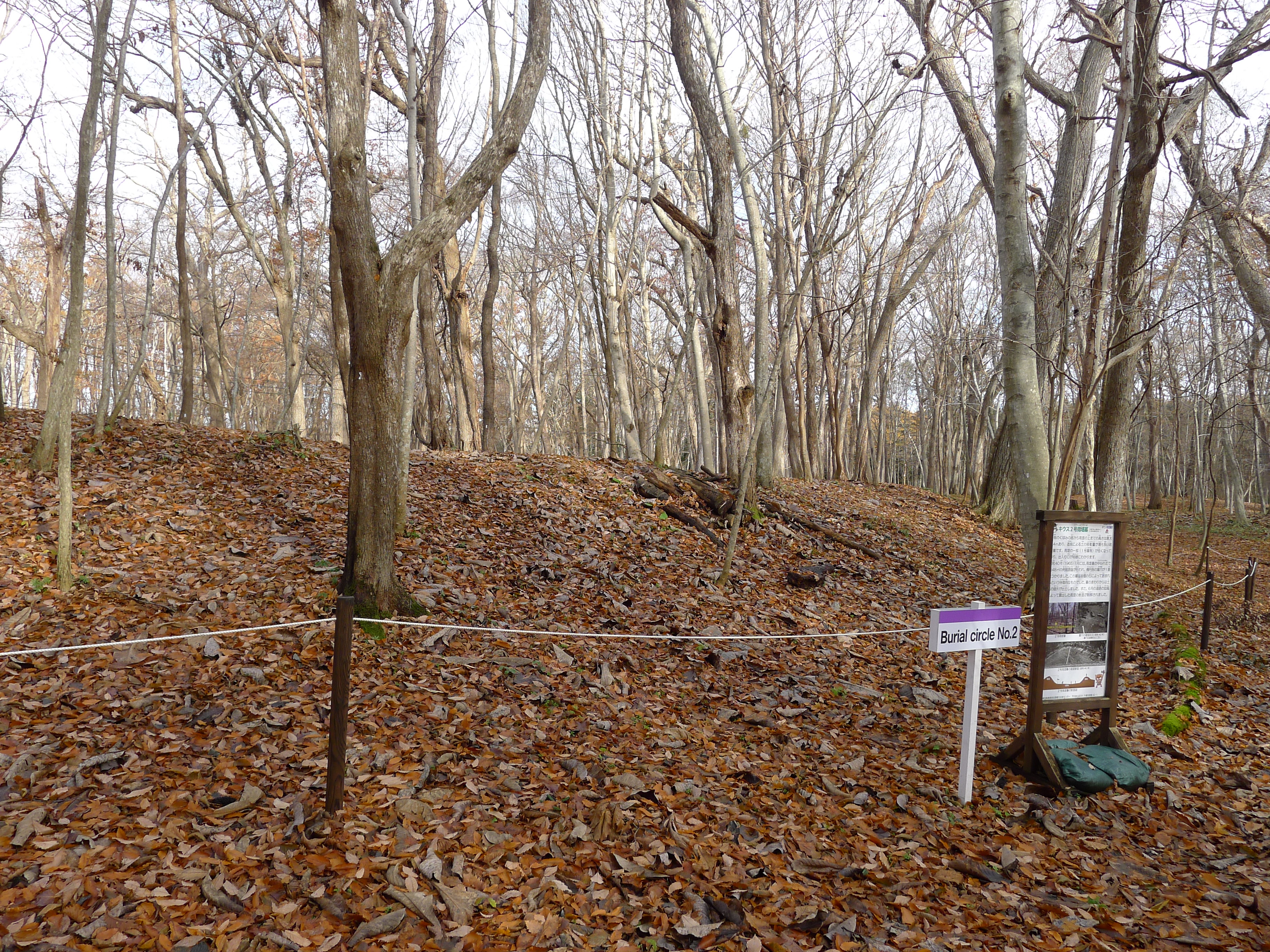
2号墓坑
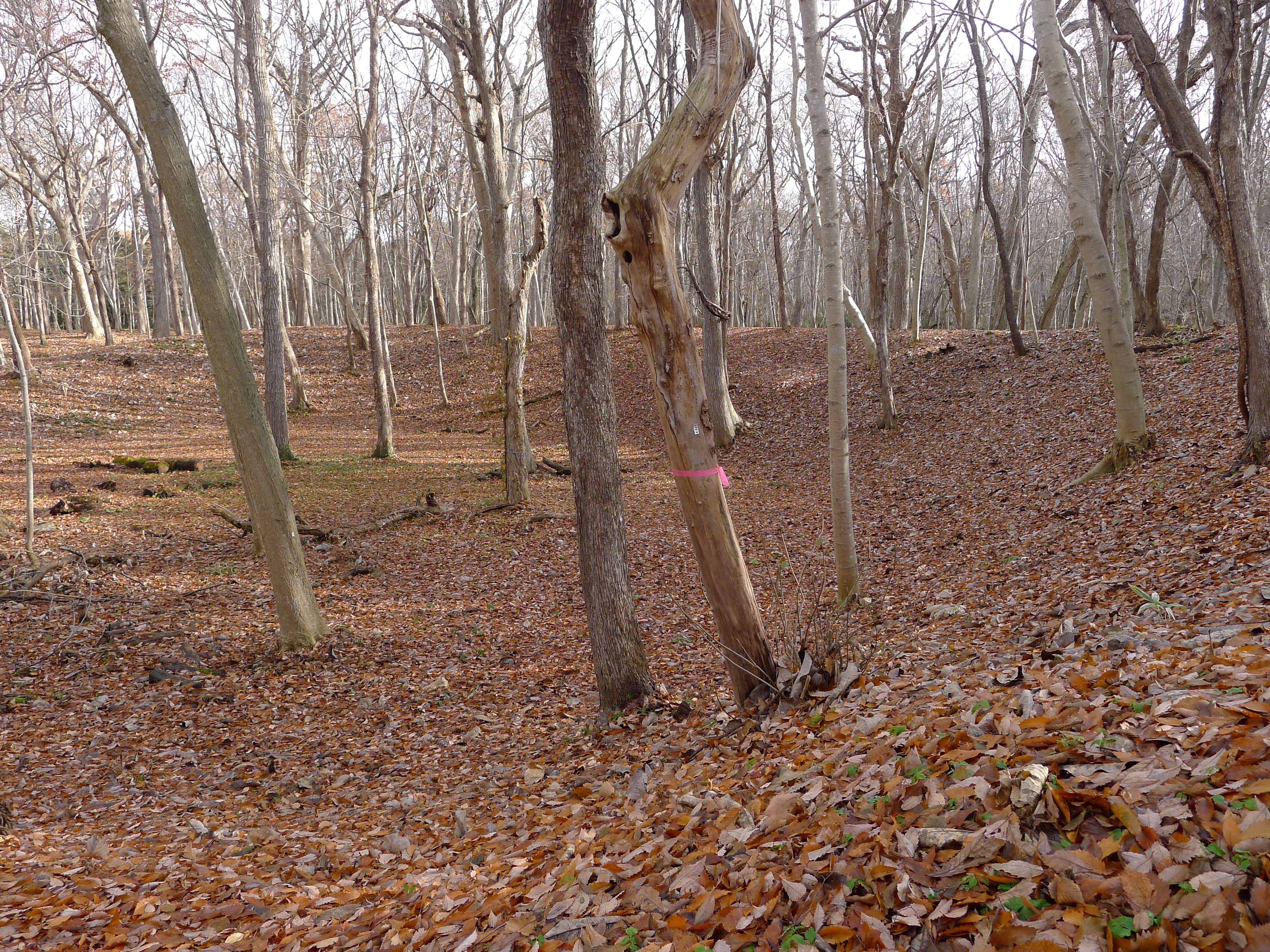
4号墓坑
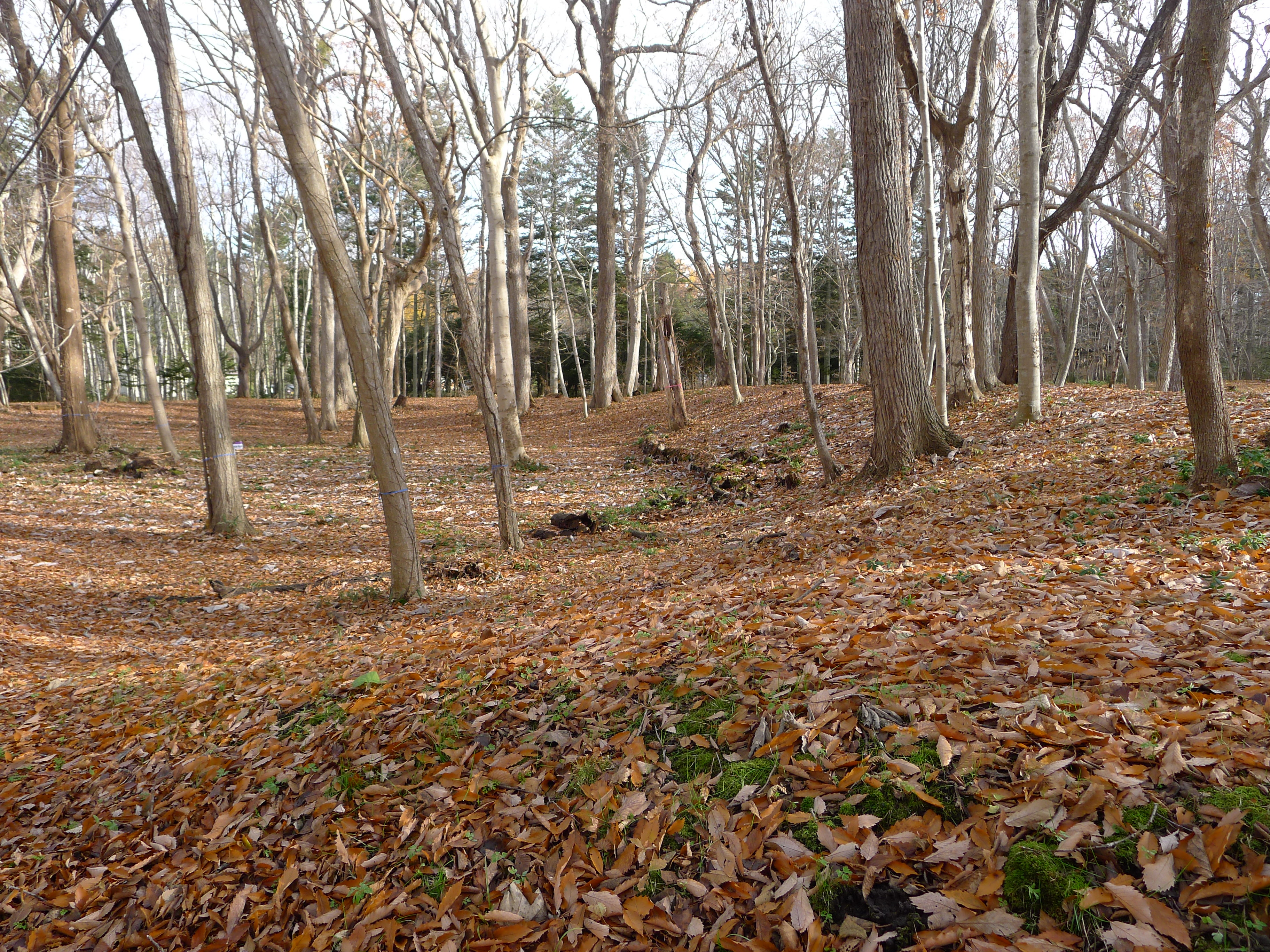
5号墓坑
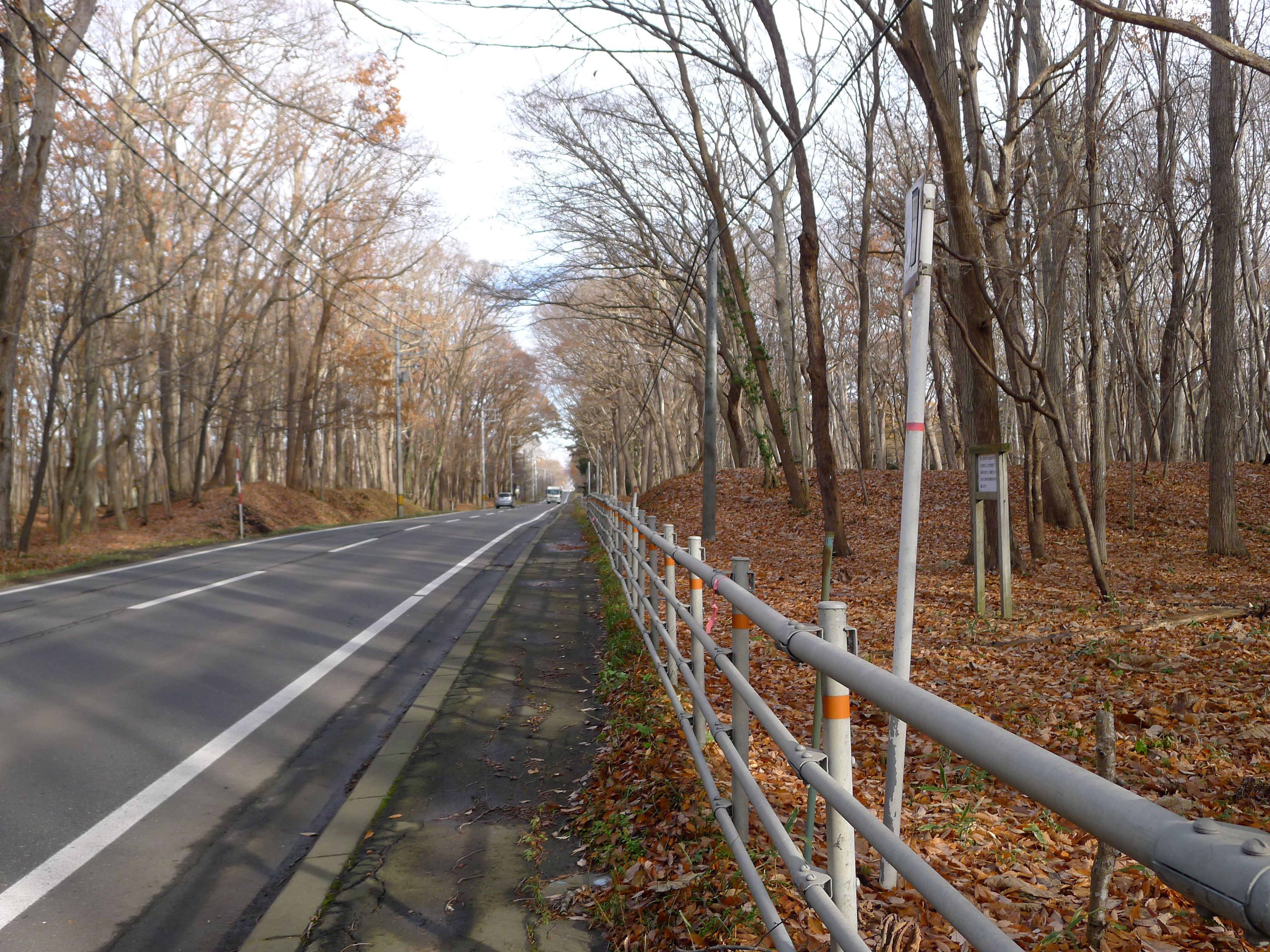
国道337号に分断されている状況

## 設備
2025年4月25日、隣接地にガイダンスセンターがオープン。これに伴い、遺跡内にも遊歩道と見学用デッキが設けられ、車椅子でも進入できるようになったが、ルートを外れて周堤墓内に立ち入ることは出来なくなった。

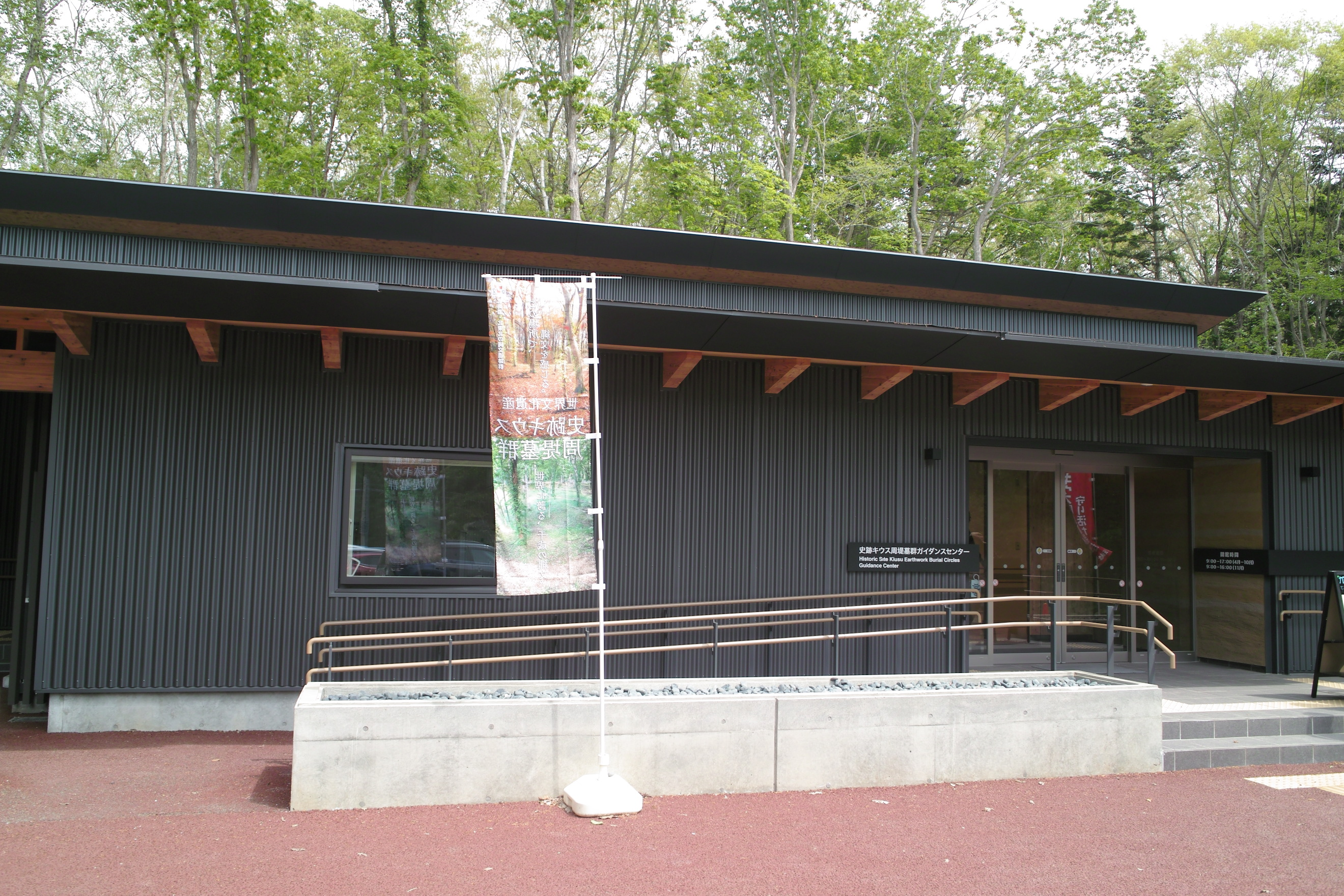
ガイダンスセンター外観
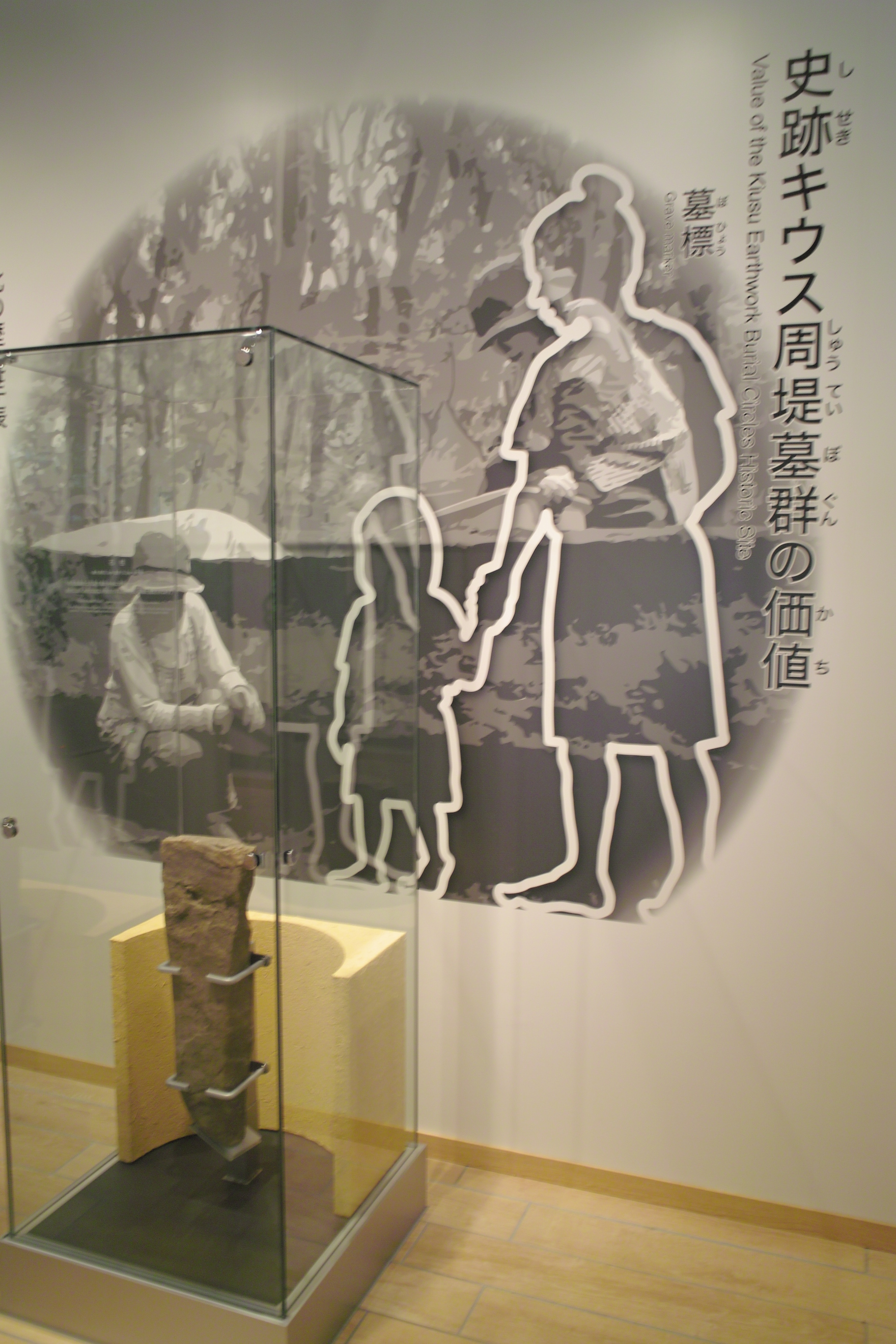
ガイダンスセンター展示物
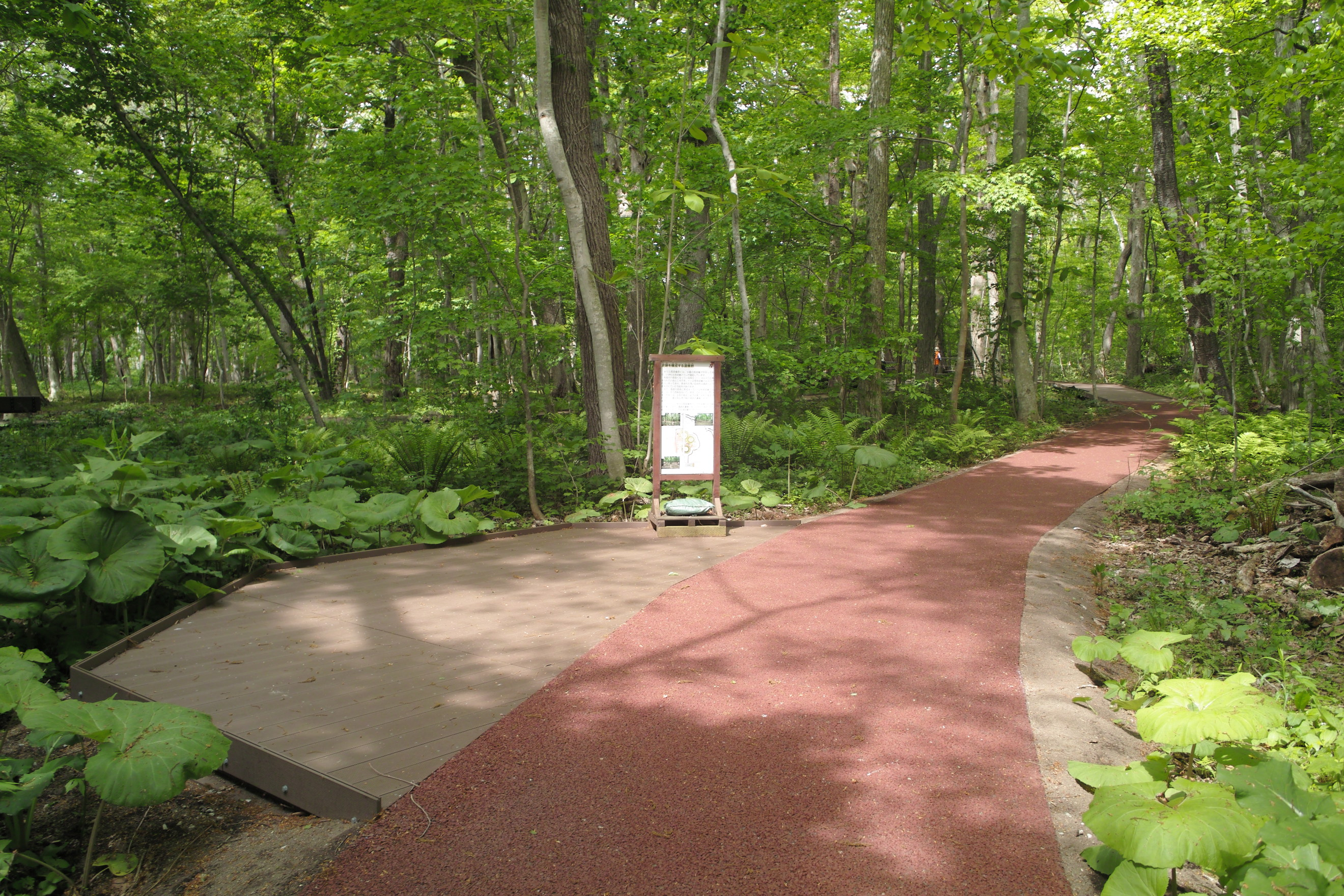
遊歩道
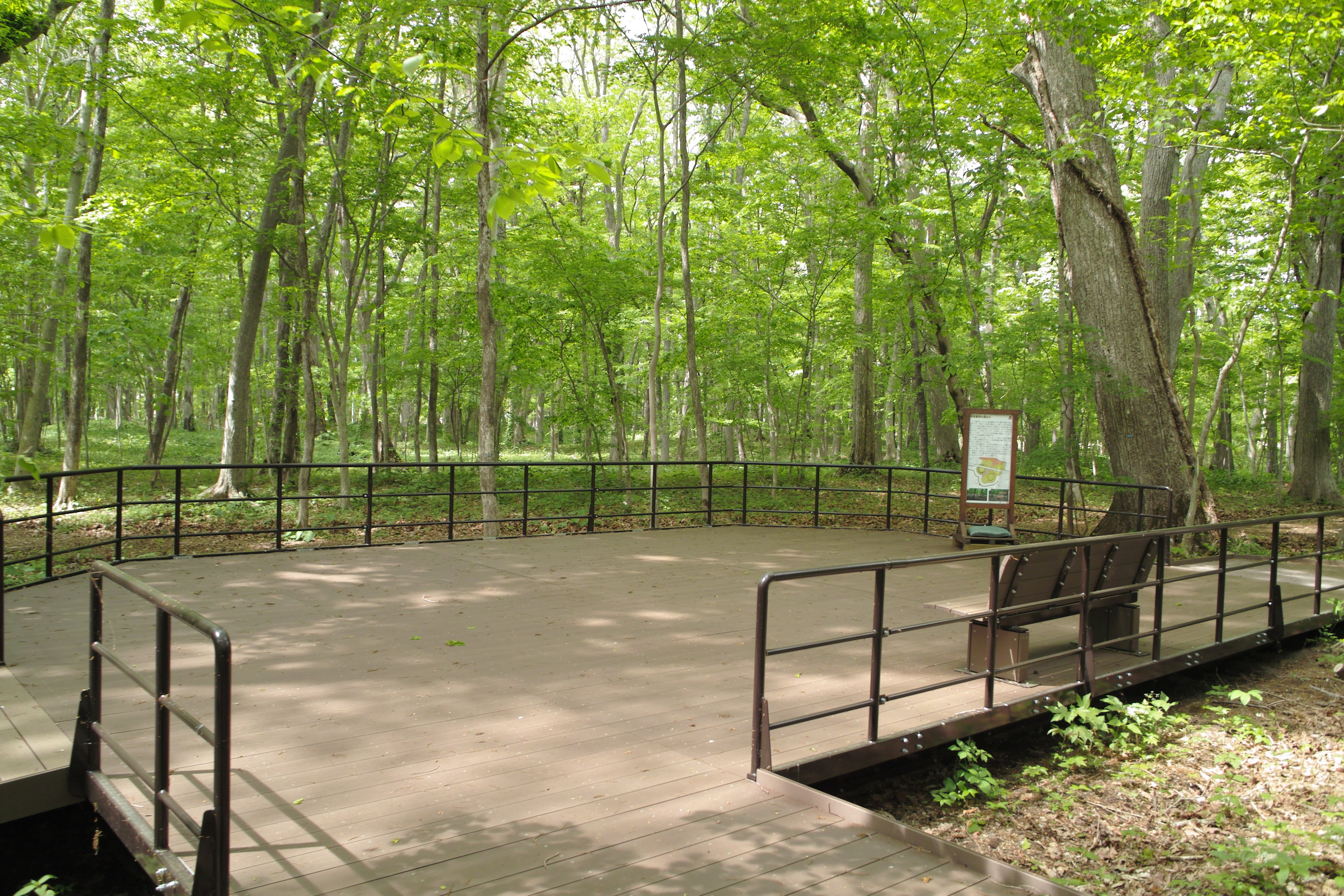
展望デッキ